# Фест-Рекклингхаузен
Фест-Рекклингхаузен (нем. Vest Recklinghausen) — обозначение административно-судебного округа (гогерихта) в Рекклингхаузене.

## География
Естественными границами для Фест-Рекклингхаузен были реки Липпе и Эмшер. К югу от него лежало графство Марк и имперский лен Эссен, к северу — Мюнстерское епископство, к востоку — имперский город Дортмунд, на западе, за Кёльнским лесом и Кирххеллерской пустошью — герцогство Клеве. В целом территория бывшего судебного округа Фест-Рекклингхаузен соответствует нынешнему округу (Kreis) Рекклингхаузен, однако в Фест входили также частично нынешние города Гельзенкирхен, Оберхаузен и Боттроп. В то же время лежавший южнее Эмшера город Кастроп-Рауксель и находящиеся севернее Липпе районы городов Дорстен и Хальтерн-ам-Зе (ныне все — в округе Рекклингхаузен) к Фест-Рекклингхаузен не принадлежали. В настоящее время Фест-Реклингхаузен во многих случаях является синонимом округа Рекклингхаузен (Фестский округ (Vestischer Kreis)) — в регионе работает радио Фест (Radio Vest), в Рекклингхаузене открыт Фестский музей (Vestisches Museum), работают Фестские трамваи (Vestische Straßenbahnen) и т. д.

## История
Впервые письменно упоминается Фест-Рекклингхаузен в 1228 году. Он принадлежал курфюрсту и архиепископу Кёльнскому и, таким образом, административно входил в состав Куррейнского имперского округа. Резиденцией куркёльнского штатсгальтера Фест-Рекклингхаузен был замок Хертена, обер-келлера Феста — замок Хорнебург в Даттельне. В 1446—1476 годах Фест-Рекклингхаузен был в залоге у владетелей Гемена, с 1476 по 1576 — у графов Гольштейн-Шаумбург.
Около 1600 года управление Фестом разделилось — на Оберфест на востоке, с центром собственно в Рекклингхаузене, и Унтерфест на западе, с центром в Дорстене. В Оберфест входили города Рекклингхаузен, Азен, Даттельн, Фласхейм, Хамм-Боссендорф, Генрихенбург, Хертен, Хорнебург, Ор-Эркеншвик, Зюдервик, Вальтроп и Вестерхольт. В Унтерфест входили города Дорстен, Боттроп, Гельзенкирхен-Буер, Гельзенкирхен-Хорст, Гладбек, Марль, Оберхаузен-Остерфельд и Гельзенкирхен-Пользум.
4 сентября 1614 года кёльнский архиепископ Фердинанд Баварский издал указ, согласно которому некатоликам проживание на территории Фест-Рекклингхаузен было запрещено. Данный указ был действителен до 1802 года, когда Фест перешёл к герцогству Аренберг-Меппен. С этого времени на территории рекклингхаузенского округа начинают проводиться политические и социальные реформы, вводится в действие Гражданский кодекс Наполеона (Code Civil), проводится освобождение крестьян от феодальной зависимости. в течение некоторого времени Рекклингхаузен входит в состав Франции. В 1811 году территория Феста становится частью великого герцогства Берг. В 1815 году Фест-Рекклингхаузен входит в состав прусской провинции Вестфалия, и в 1816 году он был преобразован в округ Рекклингхаузен.